# Curare

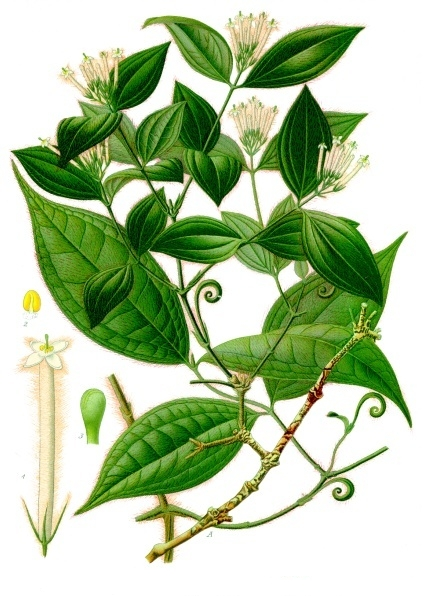
Strychnos toxifera, planta de onde se extrai o curare. Ilustração do livro Plantas Medicinais de Köhler, de 1887.

Curare é um nome comum a vários compostos orgânicos venenosos conhecidos como venenos de flecha, extraídos de plantas da América do Sul. Possuem intensa  e letal ação paralisante, embora sejam utilizados medicinalmente como relaxante muscular.
Seus principais representantes são plantas dos gêneros Chondrodendron e Strychnos, da qual um dos subprodutos é a estricnina. Este age como bloqueador nicotínico na placa motora que localiza-se na fenda sináptica imediatamente oposta ao axônio terminal pré-sináptico.

## Tipos
As três principais famílias de curare são:
- Tubocurare: também conhecida como "tubo" ou "curare bambu",[2] devido ao seu formato de tubos de bambu oco. Sua principal toxina é a D-tubocurarina. É um alcalóide mono-quaternário e derivado da isoquinolina.
- Calebas curare: também conhecida como "curare cabaça" (gourd curare em inglês) em classificações britânicas antigas, devido ao seu formato de cabaça oca. Suas principais toxinas são o alcurônio (alloferine) e a toxiferina.
- Pot curare: tem esse nome por ser embalada em potes (tradução do termo inglês pot) de terracota. Suas principais toxinas são a protocurarina, protocurina e protocuridina.

Dessas três famílias, algumas fórmulas pertencentes à calebas curare são as mais tóxicas, apresentando valores LD50.
É importante lembrar que o Curare não é um anestésico. O uso do Curare como anestesico é letal. O curare é um bloqueador dos receptores da acetilcolina.

## História

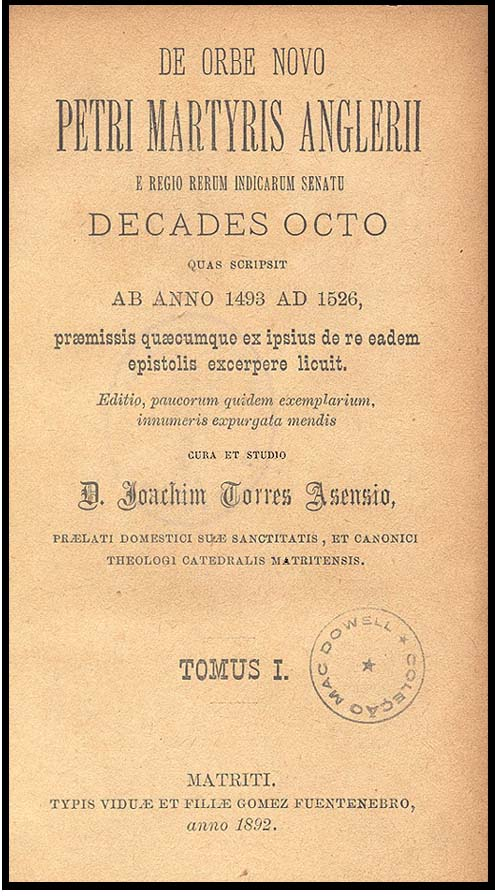
Frontispício de uma edição de 1892 do livro de d'Anghiera.

A primeira referência escrita que existe sobre o curare aparece nas cartas do historiador e médico italiano Pietro Martire d'Anghiera (1457 - 1526). Essas cartas foram impressas parcialmente em 1504, 1507 e 1508. A obra completa de d'Anghiera, publicada em 1516 com o nome De Orbe Novo, relata que um soldado havia sido mortalmente ferido por flechas envenenadas pelos índios durante uma expedição ao Novo Mundo. Entre as tribos da amazônia brasileira que utilizam o curare, com algumas variações do modo de preparo encontram-se os Ticunas  e Macus

## O uso do curare pelos nativos das Américas
O curare é um veneno que foi utilizado pelos nativos das Américas, nas flechas de zarabatana, bem como nas atiradas por arco. Era usado sòmente na caça, nunca na guerra.
O curare imobilizava imediatamente o animal, uma vez que a reação ocorria nos músculos do pescoço, a seguir nos musculos da nuca e depois nos dos membros. Posteriormente atingia o diafragma e os músculos cardíacos e a morte era por asfixia. A carne do animal morto podia ser ingerida sem problemas, uma vez que o veneno não fazia nenhum efeito no sistema digestivo.
Para produção do curare, o veneno usado nas flechas da zarabatana, casca de uirari era raspada, secada e cozida em fogo lento por dois ou três dias, formando um xarope. Este era filtrado, colocado em vasilhames e deixado para secar ao sol e depois acondicionado em potes de barro ou tubos de taboca. Com o tempo chegava a ficar bem endurecido, mas era facilmente dissolvido em água.
A índia mais velha da aldeia era a responsável pela produção do curare, pois, durante o seu preparo geralmente a pessoa morria devido às emanações dos vapores venenosos durante o cozimento. Era então substituída pela segunda mais velha e assim por diante, até que o curare estivesse pronto. Não havia recusa de se exercer esta mortal função por parte da velha e nem seus maridos ou filhos faziam qualquer coisa para tentar impedi-la. Simplesmente fazia parte da cultura indígena.
Os Maku do Brasil e Colômbia preparavam o curare raspando caules e raízes de plantas pertencentes ao gênero Strychnos spp. As raspas eram colocadas em um funil de folhas de arumã (planta da Família Marantaceae) e sobre elas água era derramada lentamente. Uma panela de barro cozido recebia o líquido avermelhado contendo os alcalóides. Em seguida a panela era colocada sobre fogo lento por dois ou três dias até formar um líquido com a consistência de xarope e de coloração escura. Este era colocado em pequenos potes de cerâmica, onde se solidificava se ali ficasse por muito tempo. Para usá-lo, acrescentava-se água morna para diluí-lo. Os Maku abatiam aves e macacos em copas de árvores a quarenta metros de altura.
Os Kachúyana do Amapá faziam o curare com o tubérculo do cipó-kamáni. Após ser limpo e ficar de molho por dois ou três dias nas águas do igarapé, o tubérculo tinha sua casca removida e a entrecasca, que contém o veneno, era raspada e guardada para futuro uso. Na lua certa o preparador levava a raspa para a casa onde o veneno seria preparado e de lá não saia até que ficasse pronto, o que demorava de dois a três dias. As raspas eram fervidas em água e depois coadas e o líquido recolhido voltava à fervura por mais três dias, quando uma planta chamada rabo de jacaretinga, aranhas e presas de cobras eram adicionados. Só a primeira era essencial e, embora os outros ingredientes não fossem venenosos, engrossavam o líquido que ficava com a consistência viscosa. Quando necessário, breu era misturado para o veneno ficar mais pegajoso. A força letal deste curare permanecia por muitos anos
Os Yanoama de Roraima, quando caçavam com arco, envenenavam suas flechas de taquara com iacoana para abater macacos, líquido de efeito paralisante como o curare, extraído da casca de árvore do mesmo nome. Ao atingir o animal a ponta se separava da haste da flecha e permanecia no corpo do animal que, no máximo, em um minuto caía morto. Utilizavam pontas de flechas intercambiáveis, feitas de diferentes materiais, cada tipo destinado a animais específicos. Além das utilizadas para macacos, havia pontas de dente de cutia para caçar antas e de pontas de ossos afiados para pássaros e peixes.
Índios paraguaios envenenavam as pontas das flechas com uma substância removida do couro da rã arborícola Dendobrates tinctorius.
Índios de Minas Gerais desconheciam qualquer tipo de veneno que pudesse ser usado nas pontas das flechas.

## Mecanismo de ação
O curare é um potente inibidor, que relaxa o músculo estriado. Atuando como competidor da acetilcolina pela ligação aos receptores nicotínicos (um dos dois tipos de receptores pós-sinápticos para o neurotransmissor acetilcolina, o outro receptor é o muscarínico) da placa motora. Assim, ao bloquear os receptores de acetilcolina,os quais são ionotrópicos para cátions,esses não se abrem. Desse modo, não ocorre o influxo de Sódio desencadeado pela atividade normal da placa motora, que provocaria a despolarização da membrana pós-sináptica. O potencial gerado pela ligação, em condições fisiológicas, da acetilcolina ao seu receptor na placa motora é chamado de potencial de ação da placa motora, o qual é responsável por estimular a abertura de canais de Sódio dependentes de voltagem, os quais contribuirão para a amplificação do potencial despolarizante que se espalha pela fibra muscular, desencadeando a contração.